# Money Rain
Money Rain è un singolo del rapper italiano Boro Boro, pubblicato il 18 settembre 2018 da Guna. Il brano ha visto la partecipazione del rapper italiano Younggucci e la produzione di LGND.